# Tor+ Saksit
Tor Saksit Vejsupaporn, bedre kendt med kunstnernavnet โต๋ ศักดิ์สิทธิ์ / Tor+ Saksit, er en thailandsk sanger.
Han er født den 20. januar 2527 (i thai år som svarer til 1984 hér) i Thailand, og bor der stadig. Han er kristen og har desuden 2 yngre brødre. 
Tor+ Saksit vandt også titlen som "bedste artist fra Thailand" til MTV asia music award 2008. 
| Facts         | Facts      |
| ------------- | ---------- |
| Højde         | 172 cm     |
| Vægt          | 59 kg      |
| Ynglingssport | Basketball |
| Ynglingsmad   | japansk    |
| Ynglingsfarve | sort       |

## Discografi
Tor udgav den 28. oktober 2004 sit første album "Piano & I"
Han fik senere en pladekontrakt hos Sony BMG, udgav han sit andet album 'Living in C major' som udkom den 13. februar 2007. På dette album var der bl.a. superhittet รักเธอ (Rak ter – som betyder "elsker dig")
Hans tredje album 'Munk?' udkom så den 20. okstober 2008 med hitsne เพลงของหัวใจ / Pleng Kong Huajai / en sang fra hjertet og มั้ง / Munk / Måske – som bl.a. kan ses på youtube med engelske undertekster.